# Гаврик Марія Миколаївна
Марія Миколаївна Гаврик (нар. 23 лютого 1929, тепер Оржицького району Полтавської області — ?) — українська радянська діячка, новатор сільськогосподарського виробництва, ланкова радгоспу імені Куйбишева Оржицького району Полтавської області. Депутат Верховної Ради УРСР 6—7-го скликань.

## Біографія
Народилася в селянській родині.
З 1950-х років — ланкова радгоспу імені Куйбишева села Іванівки (центральна садиба у селі Куйбишевому (тепер — Вишневому)) Оржицького району Полтавської області. Вирощувала високі врожаї кукурудзи та цукрових буряків: у 1966 році ланка Марії Гаврик зібрала по 364 центнери цукрових буряків із кожного гектара.
Потім — на пенсії у селі Іванівці Оржицького району Полтавської області.

## Нагороди
- орден Трудового Червоного Прапора (1966)
- ордени
- медалі